# Marina Squerciati

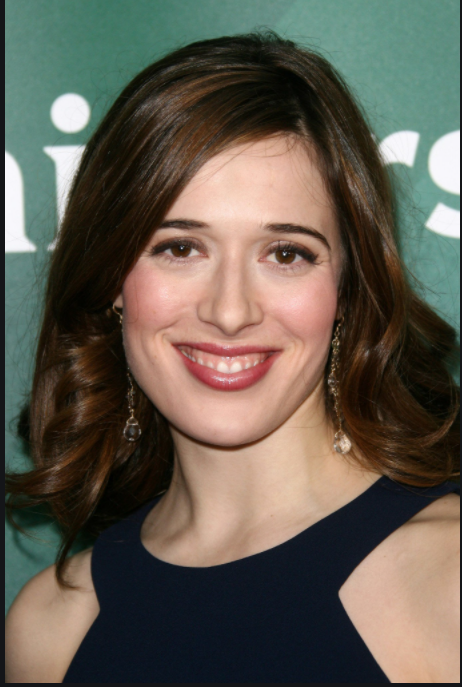
Marina Squerciati, 2020

Marina Teresa Squerciati (* 30. April 1984 in New York City, New York) ist eine US-amerikanische Schauspielerin.

## Leben und Karriere
Marina Squerciati wurde am 30. April 1984 in der Metropole New York City im US-Bundesstaat New York geboren, wo sie auch aufwuchs und die Schule besuchte. Bereits als Kind hatte sie ihren ersten Filmauftritt, als sie im 1993 erschienenen Film Der Nussknacker, in der Hauptrolle mit Macaulay Culkin, zu sehen war. Danach wurde es wieder weitgehend ruhig um das junge Schauspieltalent, das in der Zwischenzeit hauptsächlich in Schultheaterstücken in Erscheinung trat. Nach dem Besuch der Dalton School auf der Upper East Side schloss sie im Jahre 2003 ihr Schauspielstudium an der Northwestern University mit einem BA in Theater ab. Weitere für ihre spätere Karriere wichtigen Ausbildungen erhielt sie unter anderem an der School of American Ballet im Balletttanz, bei der Upright Citizens Brigade und The PIT im Improvisationstheater, bei Tina Landau im Schauspiel und der Bewegung, sowie bei Lewis Black und Tom Shillue in der Stand-up-Comedy. Sowohl während, als auch nach ihrem Studienabschluss trat Squerciati vorwiegend als Theaterschauspielerin in Erscheinung. So wirkte sie unter anderem im Jahre 2006 auf der Stage II, der kleinsten der drei Bühnen des New York City Centers, im Stück Beauty of the Father mit. Ihren ersten nennenswerten Auftritt in Film bzw. Fernsehen hatte sie ebenfalls im Jahre 2006; der Kurzfilm Hold von Aloura Melissa Charles blieb allerdings ihr einziges nennenswertes Engagement in diesem Bereich in den nächsten Jahren. Weitaus erfolgreicher gestaltete sich ihre Laufbahn als Theaterschauspielerin. Als solche debütierte sie im Herbst 2008 im Schauspiel To Be or Not to Be des Briten Nick Whitby im Samuel J. Friedman Theatre am Broadway.
Ab 2009 war Squerciati daraufhin wieder in Film und Fernsehen zu sehen und versuchte parallel zu ihrer Theaterlaufbahn in diesem Bereich Fuß zu fassen. Ihre ersten bedeutenden Auftritte 2009 hatte sie in einer Episode von Criminal Intent – Verbrechen im Visier und in der Liebeskomödie Wenn Liebe so einfach wäre von Nancy Meyers. Daneben hatte sie immer wieder Theaterauftritte und wurde mitunter mehrfach ausgezeichnet. Im biografischen Schauspiel Just in Time: The Judy Holliday Story von Bob Sloan, der sowohl die Regie führte, als auch das Drehbuch schrieb, mimte sie im Jahre 2010 die 1965 an Brustkrebs verstorbene Schauspielerin und Sängerin Judy Holliday. Für ihre Darstellung der Judy Holliday in dem im Lucille Lortel Theatre aufgeführten Off-Broadyway-Stück wurde sie unter anderem mit dem Agnes-Moorehead-Award ausgezeichnet. Ebenfalls 2010 erhielt sie eine Nominierung für einen Kevin Kline Award in der Kategorie Best Ensemble. Im Fernsehen folgten Auftritte in jeweils einer Folge von Good Wife und Damages – Im Netz der Macht im Jahre 2010, sowie in Blue Bloods – Crime Scene New York und Law & Order: Special Victims Unit im Jahre 2011, ehe sie ab 2011 in einer wiederkehrenden Rolle als Alessandra Steele in acht Episoden von Gossip Girl zu sehen war. Ihr Auftritt als Dr. Sara Bella in Alter Ego – Große Helden, noch größere Probleme im darauffolgenden Jahr trug ebenfalls zu ihrem größer werdenden internationalen Bekanntheitsgrad bei.
Im für einen Golden Globe nominierten Indiefilm Frances Ha sah man Squerciati 2012 zudem in einer kleinen Rolle als Kellnerin in einem Club. 2013 folgten Sprechrollen im Filmdrama Night Moves von Kelly Reichardt, sowie im 3-D-animinierten Fantasyfilm Wolkig mit Aussicht auf Fleischbällchen 2 unter der Regie von Cody Cameron und Kris Pearn. Des Weiteren wirkte sie in diesem Jahr in einer Nebenrolle in Sparks – Avengers from Hell mit und war in einer Episode von The Americans als sowjetische Spionin zu sehen. Zu ihrem Durchbruch im Fernsehen kam sie allerdings im darauffolgenden Jahr, als sie erstmals in der Rolle des Officer Kim Burgess in der Fernsehserie Chicago P.D. zu sehen war. In dieser gehört sie seit der ersten Staffel in nunmehr über 128 Episoden (Stand: 2019) zur Stammbesetzung. In ihrer Rolle als Kim Burgess ist sie zudem in weiteren Serien des Serienuniversums zu sehen; so war sie seit 2014 in 18 Episoden von Chicago Fire, seit 2015 in fünf Episoden von Chicago Med, im Jahre 2017 in einer Episode von Chicago Justice und im Jahre 2015 in einer Crossover-Episode von Law & Order zu sehen. Des Weiteren soll sie 2014 in Ruhet in Frieden – A Walk Among the Tombstones mitgespielt haben. Weitere nennenswerte Film- und Fernsehauftritte hatte sie 2017 in der kurzlebigen Webserie Special Skills an der Seite von Patrick Webb, als sie in allen fünf Episoden als Darstellerin, sowie als Drehbuchautorin mitgewirkt hatte, sowie in den Filmen Central Park – Massaker in New York und Marshall.

## Persönliches, Familie etc.
Sie ist mit dem Anwalt Eli Kay-Oliphant verheiratet; im Mai 2017 kam ihr erstes gemeinsames Kind, eine Tochter, zur Welt.
Im Sommer 2018 gab Squerciati bekannt, die leibliche Tochter des ein Jahr zuvor verstorbenen Wall-Street-Moguls John R. Jakobson (1930–2017) zu sein. Jakobson hatte Anfang der 1980er Jahre eine rund einjährige Affäre mit Marina Squerciatis Mutter Marie. Davor hatte er unter anderem bereits eine monatelange Beziehung mit der ehemaligen Miss America Bess Myerson. Durch Jakobson hat sie auch einige Halbgeschwister, darunter die Schauspielerin Maggie Wheeler. Nachdem Jakobson und Squerciati auseinandergegangen waren, sorgte er mit 1200 US-Dollar im Monat über 20 Jahre lang weiterhin für den Unterhalt und steuerte zudem 175.000 US-Dollar für Marina Squerciatis Besuch der Dalton School, eine Schule der Oberschicht, sowie weitere 131.000 US-Dollar für Ausbildung, Unterkunft und Verpflegung an der Northwestern bei. Im Testament des 2017 im Alter von 86 Jahren an den Folgen einer Lungenentzündung verstorbenen Jakobson wurde sie nicht bedacht.

## Marina Squerciatis deutschsprachige Synchronsprecher
Bisweilen hatte Marina Squerciati in den diversen deutschsprachigen Synchronfassungen der Filme und Serien, an denen sie mitgewirkt hatte, zahlreiche verschiedene Synchronsprecher und somit noch keinen Standardsprecher. Einer der am häufigsten in der Deutschen Synchronkartei aufgeführte Sprecher Squerciatis ist Nicole Hannak, die ihr die Stimme in Chicago Fire und allen weiteren ihrer Auftritte als Kim Burgess in den anderen Serien des Serienuniversums lieh. Weitere Synchronsprecher waren Aline Staskowiak (Marshall), Eva Michaelis (Central Park), Sonja Spuhl (The Americans), Maike von Bremen (Good Wife), Melanie Hinze (Gossip Girl) und Annina Braunmiller (Damages – Im Netz der Macht).

## Filmografie (Auswahl)
Filme
- 1993: Der Nussknacker (The Nutcracker)
- 2006: Hold (Kurzfilm)
- 2009: Wenn Liebe so einfach wäre (It’s Complicated)
- 2012: Alter Ego – Große Helden, noch größere Probleme (Alter Egos)
- 2012: Frances Ha
- 2013: Sparks – The Origin of Ian Sparks (Sparks)
- 2014: Ruhet in Frieden – A Walk Among the Tombstones (A Walk Among the Tombstones)
- 2017: Central Park – Massaker in New York (Central Park)
- 2017: Marshall

Serien
- 2009: Criminal Intent – Verbrechen im Visier (Law & Order: Criminal Intent) (1 Episode)
- 2010: Good Wife (The Good Wife) (1 Episode)
- 2010: Damages – Im Netz der Macht (Damages) (1 Episode)
- 2011: Blue Bloods – Crime Scene New York (Blue Bloods) (1 Episode)
- 2011+2015: Law & Order: Special Victims Unit (2 Episoden)
- 2011–2012: Gossip Girl (8 Episoden)
- 2013: The Americans (1 Episode)
- seit 2014: Chicago P.D. (128+ Episoden)
- seit 2014: Chicago Fire (18+ Episoden)
- seit 2015: Chicago Med (5+ Episoden)
- 2017: Chicago Justice (1 Episode)
- 2017: Special Skills (5 Episoden; auch Drehbuchautorin dieser fünf Episoden)

Sprechrollen
- 2013: Night Moves
- 2013: Wolkig mit Aussicht auf Fleischbällchen 2 (Cloudy With a Chance of Meatballs 2)